# Curte internațională
O curte internațională este o instanță înființată de un tratat internațional semnat între două sau mai multe state, sau de către o organizație internațională, precum Organizația Națiunilor Unite. Această categorie poate include tribunale ad hoc sau alte instituții permanente, dar nu includ și curți ce iau naștere exclusiv de sub autoritatea unui singur stat.